# Дефиниције непрекидности

## Кошијева дефиниција
Дефиницију на {\displaystyle \varepsilon -\delta } језику је дао Коши и та дефиниција је везана је за функције реалних бројева.
Посматрајмо функцију {\displaystyle f:X\rightarrow \mathbb {R} ,X\subseteq \mathbb {R} }. Нека је {\displaystyle x_{0}\in X} тачка нагомилавања скупа {\displaystyle X}. 
Функција {\displaystyle f} је непрекидна у тачки {\displaystyle x_{0}}, ако је:
{\displaystyle (\forall \varepsilon >0)(\exists \delta >0)(\forall x\in X)(|x-x_{0}|<\delta \Rightarrow |f(x)-f(x_{0})|<\varepsilon )}
Ова дефиниција је еквивалентна са: 
Функција {\displaystyle f} је непрекидна у тачки {\displaystyle x_{0}}, ако је:
{\displaystyle \lim _{x\rightarrow x_{0}}f(x)=f(x_{0})}

## Хајнеова дефиниција
Овом дефиницијом непрекидну функцију je Хајне дао преко граничне вредности низа.
Реална функција {\displaystyle f} је непрекидна ако за сваки низ {\displaystyle (x_{n})_{n\in \mathbb {N} }}, такав да 
{\displaystyle \lim _{n\rightarrow \infty }x_{n}=L},
важи
{\displaystyle \lim _{n\rightarrow \infty }f(x_{n})=f(L)}
Овде смо наравно претпоставили да сваки члан низа припада домену функције.

## Тополошка дефиниција
Функција {\displaystyle f:X\rightarrow \mathbb {R} } је непрекидна у тачки {\displaystyle x_{0}\in X} ако:
{\displaystyle (\forall V\in {\mathcal {V}}(f(x_{0})))(\exists U\in {\mathcal {V}}(x_{0}))(f(U\cap X)\subseteq V)}
За функцију између два тополошка простора се каже да је непрекидна ако она сваки отворени инверзни скуп пресликава у отворени скуп.

## Дефиниција непрекидности са стране
Посматрајмо функцију {\displaystyle f:X\rightarrow \mathbb {R} },
функција је непрекидна са леве стране у тачки {\displaystyle x_{0}} ако
{\displaystyle \lim _{x\rightarrow x_{0}-0}f(x)=f(x_{0})}
функција је непрекидна са десне стране у тачки {\displaystyle x_{0}} ако
{\displaystyle \lim _{x\rightarrow x_{0}+0}f(x)=f(x_{0})}
Теорема: Функција {\displaystyle f:X\rightarrow \mathbb {R} } је непрекидна у тачки {\displaystyle x_{0}\in X} ако и само ако је непрекидна у тој тачки и са леве и са десне стране.